# Szabolcs Fazakas
Szabolcs Fazakas (n. 26 octombrie 1947, Budapesta, Republica Ungară⁠(d) – d. 31 martie 2020) a fost un om politic maghiar, membru al Parlamentului European în perioada 2004-2009 din partea Ungariei.